# Bachtelsteig
Bachtelsteig ist ein amtlich benannter Gemeindeteil und eine Einöde der kreisfreien Stadt Kempten (Allgäu). Der Ortsteil liegt an der Mariaberger Straße, verwendet aber als Straßenadresse Bachtelsteig.
Erwähnt wird diese Einzelsiedlung im Jahr 1502 als zur Bechtenstaig am Kniebos. 1543 wurde der Ort wiederholt als zur Berchtensteig erwähnt, 1558/1602 als uffm Knieboß Berchteldstaig. Der Ortsname deutet darauf hin, dass es sich um eine Steig des Bercht handelt. Der Zusatz des Ortes Kniebos dient historisch als Lagebezeichnung für mehrere umliegende Ortschaften.
Das Einzelgehöft gehörte zur Hauptmannschaft Mariaberg. Bereits in einer Häuserstatistik um 1800 wurde ein Bauerngut mit einer Fläche von 36,51 Tagewerk (12,44 Hektar) erwähnt.
Bei der Gemeindebildung 1818 wurde Bachtelsteig der Ruralgemeinde Sankt Lorenz zugeschlagen, wurde aber zum 1. April 1935 mit einigen benachbarten Siedlungen aus Sankt Lorenz aus- und in die Stadt Kempten umgegliedert und gehört in der Folge auch zur Gemarkung Kempten.